# Wiktor Gromow
Wiktor Aleksiejewicz Gromow (ros. Виктор Алексеевич Громов; ur. 8 marca?/20 marca 1899 w Moskwie; zm. 1975) – radziecki reżyser filmów animowanych. Zasłużony Działacz Sztuk RFSRR.

## Wybrana filmografia
- 1945: Tieriemok
- 1947: Konik Garbusek
- 1949: Wiosenna bajka
- 1949: Pan Wilk
- 1950: Dudoczka i kuwszinczik
- 1951: Druz'ja-towariszczi
- 1953: Wolszebnaja ptica
- 1954: Taniusza, tiawka, top i niusza